# XII Conferência de Chefes de Estado e de Governo da Comunidade dos Países de Língua Portuguesa

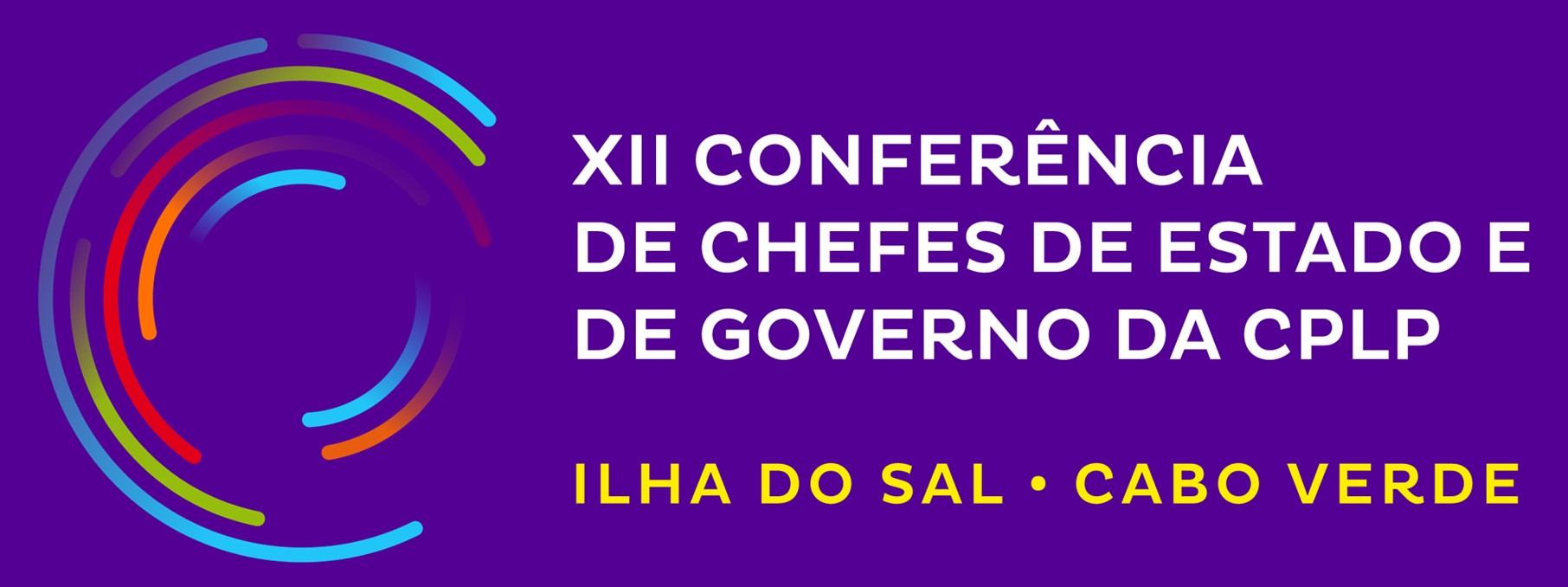
XII Conferência de Chefes de Estado e de Governo da Comunidade dos Países de Língua Portuguesa.

A XII Conferência de Chefes de Estado e de Governo da Comunidade dos Países de Língua Portuguesa foi uma cimeira de chefes de estado e de governos dos países membros da Comunidade dos Países de Língua Portuguesa e foi realizada na Ilha do Sal, em Cabo Verde entre 17 e 18 de julho de 2018.
Entre outras decisões da cimeira o embaixador português Francisco Ribeiro Telles foi eleito o novo Secretário Execitivo da entidade e tomará posse a partir de primeiro de janeiro de 2019.